# Marcel Klefenz
Marcel Klefenz (* 20. April 1986 in Heidelberg) ist ein deutscher Fußballspieler. Zuletzt stand der 1,90 m große Innenverteidiger beim VfR Aalen unter Vertrag.

## Karriere
Klefenz begann das Fußballspielen beim SC 08 Reilingen. Über die Juniorenmannschaften des SV Sandhausen und des Karlsruher SC, kam er im Sommer 2003 zur U 19 des SC Freiburg. Nachdem er dem Juniorenalter entwachsen war, spielte er für die zweite Mannschaft des Vereins in der Oberliga Baden-Württemberg. 2007 wechselte er zum Ligakonkurrenten TSG 1899 Hoffenheim II, wo er bis 2009 spielte und insgesamt 64 Oberligaspiele bestritt, bei denen ihm zwei Tore gelangen.
Zur Saison 2009/10 wechselte er zum Regionalligisten VfR Aalen. Mit seinen konstant starken Leistungen trug der Innenverteidiger Marcel Klefenz als Stammspieler an der Seite von Aytaç Sulu wesentlich dazu bei, dass der VfR Aalen am Ende der Saison mit nur 19 Gegentoren Meister der Regionalliga Süd wurde und in die 3. Liga aufstieg, zudem gewann der Verein den WFV-Pokal. Wegen eines Haarrisses am Mittelfußknochen fiel Klefenz ab Mai 2010 lange Zeit aus; nachdem er im August wieder einige Spiele absolviert hatte, zog er sich die gleiche Verletzung erneut zu. Noch bevor er sein erneutes Comeback geben konnte, wurde im Februar 2011 ein Knorpelschaden im Knie diagnostiziert. Wegen der langen Rehabilitationszeit nach der notwendigen Knorpeltransplantation verpasste Klefenz auch die komplette folgende Saison 2011/12; somit stand er zwar offiziell im Kader der Mannschaft, die in dieser Saison den Aufstieg in die 2. Bundesliga erreichte, absolvierte aber kein einziges Spiel. Sein auslaufender Vertrag verlängerte sich durch den Aufstieg dennoch automatisch um ein weiteres Jahr. Zur Saison 2012/13 stieg Klefenz in der zweiten Mannschaft des VfR Aalen wieder ins Training ein, kam jedoch während der Saison weder dort noch in der ersten Mannschaft zum Einsatz. Sein auslaufender Vertrag wurde nicht mehr verlängert, Klefenz ist seitdem vereinslos.

## Privates
Von 2004 bis 2006 besuchte Klefenz die Max Weber-Schule in Freiburg. Seit dem Ende seiner Fußballkarriere beschäftigt er sich mit sozialen Medien und tritt vermehrt als Foto-Model und Instagram-Blogger auf. Derzeit hat er eine Followerschaft von weit über 1000 Followern.

## Erfolge
- Aufstieg in die 2. Bundesliga: 2012 mit dem VfR Aalen
- Aufstieg in die 3. Liga: 2010 mit dem VfR Aalen
- Gewinn des WFV-Pokals: 2010 mit dem VfR Aalen